# Time (Noorwegen)
Time is een gemeente in de Noorse provincie Rogaland. Time grenst in het noorden aan Sandnes, in het oosten aan Gjesdal, in het zuiden aan Bjerkreim en Hå en in het westen aan Klepp. De gemeente telde 18.656 inwoners in januari 2017. Time is deel van het historische district Jæren. Het gemeentebestuur zetelt in Bryne.
De belangrijkste bron van inkomsten binnen de gemeente is de landbouw, met name veeteelt. Een aanzienlijk deel van de beroepsbevolking pendelt dagelijks naar Stavanger. In Kvernaland staat de grootste producent van landbouwmachines in Noorwegen. Kerkelijk omvat de gemeente drie parochies van de Noorse kerk die vallen onder het decanaat Jæren binnen het bisdom Stavanger. In Bryne verschijnt drie keer per week Jærbladet met nieuws uit de streek.
De belangrijkste wegverbinding in Rogaland, de E39, loopt ten oosten van de gemeente. In Bryne staat een station aan de spoorlijn Stavanger - Egersund. 

## Plaatsen in de gemeente
- Bryne
- Lyefjell
- Undheim
- Kvernaland

## Personen
- Arne Garborg, schrijver, geboren in Undheim
- Alf-Inge Håland, voetballer, geboren in Bryne
- Erling Braut Håland, geboren in Leeds, maar bracht zijn jeugd door in Bryne, Bryne FK was zijn eerste club

Bjerkreim · Bokn · Eigersund · Gjesdal · Hå · Haugesund · Hjelmeland · Karmøy · Klepp · Kvitsøy · Lund · Randaberg · Sandnes · Sauda · Sokndal · Sola · Stavanger · Strand · Suldal · Time · Tysvær · Utsira · Vindafjord

Fylker van Noorwegen